# Gustave Naquet
Pour les articles homonymes, voir Naquet.
Gustave Naquet, né Emmanuel Gustave Naquet, le 1er juillet 1819 à Paris, mort le 14 mars 1889 à Marseille, est un éditeur, journaliste, poète et préfet de Léon Gambetta.

## Biographie

### Origines
Issu d'une famille juive convertie au catholicisme, établie à Avignon et Bordeaux au XIXe siècle, fils d'Abraham Naqué, marchand de nouveauté au passage de l'opéra à Paris, et de Rachel Léon Philippe, Gustave Naquet grandit entre un frère et une sœur. Il dit lui-même de sa famille, que c'est une « famille pourrie de réactionnaires ».
Après de brillantes études au collège Bourbon, il devient professeur de Chimie, à Varzy, dans la Nièvre, puis à Blis et Romorantin.

### Journaliste
Entre 1841 et 1847, il devient journaliste à Rouen, rédacteur du  Censeur normand, de la Sentinelle Normande, et du Contrat social. 
Après plusieurs condamnations (à Paris, à Rouen) car les opinions qu'il défend sont républicaines, il écrit à Paris dans La Réforme (février 1848).
Attaché au gouvernement provisoire, il écrit alors dans le Niveau Social, l'Esope et le Peuple souverain, à Lyon.
En 1849, il fait partie de la Garde Nationale et se présente à la députation à Lyon, mais échoue. Condamné plusieurs fois pour délits de presse, il se retire en Belgique puis à Londres et collabore au Proscrit.

### Proscrit
En 1851, il revient brièvement à Paris combattre le coup d'État de Louis-Napoléon Bonaparte, puis retourne en Belgique de 1852 à 1853. Il est initié à Londres dans la loge des Proscrits le 1er mars 1852.
Il semble avoir été exilé à Cayenne, et écrit quelques poèmes d'Amérique où il se met en ménage avec une très jeune Américaine, Laura Musgrave, née en 1840 qui l'accompagne en Europe.

### Parisien
Revenu à Paris, vers 1853, Naquet devient un collaborateur assidu de La Côte, La causerie, le Censeur de l'industrie, le Figaro-Revue,  Charivari, et le  Ralliement. Il fonde sous le nom de Quenat un journal de la Bourse ;  On le décrit alors de physionomie ouverte, souriante, bien que disparaissant sous d'épaisses moustaches et d'énormes favoris. Duelliste, il a la réputation d'une réelle bravoure. Mais le Préfet de 1861 le juge déconsidéré, menant une vie de Bohème.

### Marseillais
En 1868, il édite à Marseille le journal Le Peuple où Clovis Hugues fait ses débuts, alors que Gaston Crémieux y publie ses premiers poèmes. En 1869, Naquet est initié à Londres au rite maçonnique de Memphis avec Alphonse Esquiros. En 1870, il participe à la prise de l'hôtel de Ville avec Crémieux et Hugues, fonde Le Midi, journal de l'Union démocratique, participe au Réveil de Charles Delescluze. On lui donne alors pour amis Pascal Duprat, Esquiros, Jules Barni, Antonin Dubost et David Raynal. C'est dans les locaux de son journal que se réunit le premier comité de salut public qui devient par la suite la commission départementale provisoire, dont il est membre actif et prend, avec Gaston Crémieux, un rôle dirigeant dans la commune de Marseille.

### Préfet
En 1871, il est nommé Préfet par Léon Gambetta, en Corse (7 janvier 1871-20 février 1871), sans pouvoir militaire, puis des Bouches-du-Rhône ; comme la plupart des préfets de Gambetta, il est entré en fonction moins fortuné que ses collègues d'élite. En 1875, il devient radical.

### Ruiné
Il termine sa carrière comme directeur du Petit Dauphinois, avec une retraite misérable. Il est radié de sa loge en 1879 pour non-paiement. Il est mort en 1886, à l'hôpital de la conception, à Marseille, dans l'indigence sans héritier ni succession. Il est enterré civilement par ses amis au milieu d'une foule abondante, son cercueil précédé d'un poêle porté par les adhérents de la libre-pensée.

## Publications
Naquet est l'auteur d'Ugolin, drame en 5 actes et en vers, (1833), Des Larmes du poète (1839), d'un Coup d'œil sur Rouen (1845) et d'une quarantaine d'ouvrages.
Il fut rédacteur de nombreux journaux, dont le  Censeur normand (à Rouen) et directeur du journal Le Peuple (à Marseille). 
Il signa de l'anagramme Quenat la création d'un journal Boursier.
Huysmans se dégagea d'un projet de  journal, que Naquet souhaitait intituler Pot-Bouille, et qui devint  Le Rabelais, journal «républicain-réaliste».

## Sources
- Le Maitron en ligne [lire en ligne (page consultée le 05/01/2012)].
- Le Rite de Memphis [lire en ligne (page consultée le 05/012012)].
- Nécrologie de Naquet dans Le Gaulois[lire en ligne (page consultée le 05/012012)].
- Edmond Antoine Poinsot,  Dictionnaire des pseudonymes,  p.326 [lire en ligne (page consultée le 05/01/2012)].
- Mémoire et Actualité en Rhône-Alpes, archives de la ville de Lyon [lire en ligne (page consultée le 05/01/2012)].
- Vincent Wright,Éric Anceau, Les préfets de Gambetta, p331 [lire en ligne (page consultée le 05/01/2012)].

1. ↑  « http://www.siv.archives-nationales.culture.gouv.fr/siv/UD/FRAN_IR_001514/d_1441 »